# Война Чар Буба
Война Чар Буба (также Мавританская тридцатилетняя война; 1644-1674 гг.) - вооружённый конфликт в районе Мавритании и Западной Сахары между исламскими религиозными деятелями, поддерживаемыми отдельными группами берберов, и арабскими племенами Бану Макиль и Бени-Хасан, поддерживаемыми народом волоф.

## Предыстория
Санханджа - берберское племенное сообщество, сыгравшее значительную роль в формировании государства Альморавидов, но после его распада Санханджа вошло в период раздробленности и разделилась на две группы - доминирующие кланы, особо не заботящиеся о религии, и благочестивые верующие кланы; последние стали известны как завайя, или марабуты. В XV веке прибывшие арабские кочевники бени-хасан, прибывшие на земли современной Мавритании, начали сотрудничать с племенами завайя. Однако через какое-то время бени-хасан подчинили себе племена завайя и лахма, ставшие основой для формирования нового мавританского общества.
Взимаемая с завайя племенем бени-хасан дань оправдывалась как "плата за защиту", но арабские кочевники были мало заинтересованы в защите своих вассалов, посему завайя становилось жертвами многих набегов. Из-за этого бени-хасан стали целью джихада, так как они не исполняли заповеди ислама, будучи причисляющими себя к его сторонникам.
Немаловажным фактором, сыгравшим роль в ухудшении отношений между арабами и маврами, было построение французами порта Сен-Луи в устье реки Сенегал, которая монополизировала работорговлю и в принципе всю торговлю в регионе, из-за чего бывшие африканские доминанты стали терять свои позиции. В частности, арабы-кочевники страдали от нехватки берберских зерновых культур.
Тем временем в Фута-Торо возникает класс мусульманских учёных, именуемый тородбе. Среди представителей данного класса доминировало убеждение о том, что каждый из них
является потомком одного из родственников пророка Мухаммеда, что жил в VII веке и был одним из захватчиков Фута-Торо. Духовная часть общества тородбе поддерживала берберов в борьбе с арабами-кочевниками.

## Походы завайя
Наср-ад-Дин - исламский проповедник, родившийся в семье завайя, сыгравший важную роль в войне Чар Буба. В своих первых проповедях он призывал к покаянью за грехи, однако после обретения популярности среди завайя тот обозначил свою цель как создание государства мусульман. Государство должно было быть построено по образцу ранних арабских халифатов, также Наср желал, чтобы новое государство было максимально клерикальным.

### Сенегал
Движение Наср-ад-Дина часто отправляло проповедников в африканские исламские страны, требуя соблюдения правил, закреплённых в шариате и отказа от порабощения и грабежа собственных подданных. Те же требования были предъявлены государствам в районе современного Сенегала, но последние проигнорировали Насра. Тогда он перешёл от проповедей к кровопролитным военным походам.
Для похода на сенегальские государства Наср-ад-Дина решил сконцентрироваться на юге реки, что помогло ему избежать конфронтации с тогда ещё могущественным бени-хасан. Французская речная торговля значительно выросла с начала века, поэтому контроль над складами укрепил финансовое положение Насра, компенсировав контроль бени-хасан над портами на побережье Сахары. 
Обещание положить конец повсеместным набегам и крупномасштабному экспорту рабов (хотя и не самому рабству) превратило движение в революционное течение, и местные мусульмане и крестьяне сплотились под знамёнами ад-Дина. В Фута-Торо население массово восстало против правления сатиги (правителя), и марабуты во главе с Эннахуи Абдилби быстро захватили контроль. Усиленная новобранцами из тородбе, армия Насра разгромила и убила представителей брака гос-ва Ваало, заменив их марионеткой Еримом Кодэ, который принял титул буур джаллит, что означает "мастер молитвы". Аль Фадель ибн Абу Ядель возглавил вторжение в королевство Джолоф, где человек по имени Суранко, согласно легенде, чудесным образом излечился от слепоты, а затем воссел на трон как правитель. В Кайоре Ясин Бубу, бывший лингир, вступил в союз с Ндиай Саллом и партией марабутов, чтобы свергнуть и убить правящего дамеля (т.е. правителя). Когда преемника, выбранного Ясин Бубу, в свою очередь, поймали на употреблении алкоголя и убили священнослужители, она и её фракция в правящем классе обратились к королю Салума за вооружённой поддержкой против марабутов.

### Война с бени-хасан
Затем Наср обратил своё внимание на укрепление власти своего исламского государства и ввёл закят для племен, плативших дань к северу от реки Сенегал. Одно из этих племен, Бубба, обратилось к Хади, эмиру Трарзы, с просьбой помочь ему противостоять Наср ад-Дину. Предание гласит, что война между Наср ад-Дином и Трарзой разразилась из-за того, что Бубба обратился за помощью к Трарзе, в результате чего война получила название «Шурбубба», или «война Буббы».
Бени-хасан были едины в своём противостоянии Насру. Большая часть боевых действий пришлась на эмират Трарза, хотя эмират Бракна отправил в Трарзу подкрепление и помог обездвижить завайю в их собственных регионах, чтобы помешать им присоединиться к силам Насра. Большинство завайя из Южной Сахары встали на сторону Насра, хотя некоторые остались нейтральными, а другие поддержали Хасана. Учёный-завайя из Шинкита издал фетву против Насра, заявив, что он не был халифом и не имел права взимать закят. Эта фетва привела к тому, что Хади, вождь Трарзы, отправил войска, чтобы конфисковать животных, которые уже были отправлены в качестве закята.
В это время происходят три сражения: у порта Портендик и у соляных шахт Авлил. В ходе этих сражений Наср-ад-Дина был убит, но завайя всё равно вышли победителями.

### Падение государства Насра
После смерти Насра Завайя избрали аль-Факиха аль-Амина, принадлежавшего к племенам завайя. На Аль-Амина была возложена надежда умиротворения и договора с бени-хасаном, которое, потерпев поражение в трёх сражениях, было готово к переговорам. Между бени-хасаном и завайя всё же было достигнуто соглашение, согласно которому бени-хасан признавал духовную власть имама завайя, а взамен последний отказывался от всех политических притязаний, в том числе от права взимать закят. Однако большинство завайя, которые по-прежнему придерживались воинственных и исламских взглядов Наср ад-Дина, были против любых компромиссов с Хасаном и свергли аль-Амина. Завайя избрали кади Усмана в качестве его преемника. Усман ранее служил визирем Наср ад-Дина и был одним из его ближайших соратников.
Усман возобновил политику милитаризма и отказа от переговоров с хасанитами. Он также вновь ввёл закят, который требовал от более слабых племён и группировок. Эти более слабые группы сопротивлялись, объединяясь и обращаясь за поддержкой к Усману. Затем войска Усмана уничтожили экспедицию Завайи по сбору налогов. Усман, в свою очередь, был убит в битве с волуфами, и его власть наследовали три имама, в том числе Мунир ад-Дин, брат Насир ад-Дина. В конце концов имамат был разгромлен объединёнными силами Хасана и восставших племён.
В Сенегале движение марабутов практически остановило всю торговлю в Сен-Луи. Когда хватка Завайи ослабла, французы нашли возможность укрепить свергнутые монархии. При их поддержке Йерим Коде предал мусульман, и вскоре Джолоф, Кайор и Фута-Торо также вернулись в руки своих прежних правителей.

## Последствия
Война закончилась поражением берберских племен, и с этого момента они были вынуждены сложить оружие и подчиниться воинственным арабским племенам, которым они платил хорму (дань). Разделение на эксплуатируемых полуоседлых земледельцев и рыбаков (племен знага) и, что находится выше по социальной лестнице, в качестве религиозных объединений. Такое разделение между арабскими воинами и берберскими марабутами, а также подчинёнными знага, существовало в Мавритании вплоть до французской колонизации, когда Франция навязала свою волю всем племенам и тем самым подорвала власть хасане. Тем не менее, традиционные роли племён остаются важными в социальном плане в этих районах.
Ещё важнее было то, что победа арабов привела к повсеместной культурной и языковой арабизации, когда берберские племена отказались от своего тамазайтского и других берберских языков в пользу арабского в форме хасанийского диалекта, бывшего родним племени бени-хасан. На нём до сих пор говорят как на основном языке в Мавритании и Западной Сахаре, а также в некоторых частях Марокко и Алжира.